# Voyager (Schiff, 1918)
Die HMAS Voyager (D31/I31) war ein Zerstörer der Admiralty-W-Klasse, der 1918 bis 1933 bei der Royal Navy als HMS Voyager (G36/G16/D31) und dann bei der Royal Australian Navy als HMAS Voyager Dienst tat. Am 25. September 1942 wurde die Voyager, die am 23. vor Betano (Portugiesisch-Timor) aufgelaufen war, durch die eigene Besatzung gesprengt, da eine Bergung des Schiffes wegen fortlaufender japanischer Luftangriffe nicht möglich war.

## Baugeschichte
Die Werft Alexander Stephen and Sons in Glasgow-Linthouse begann während des Weltkrieges 1916 den Bau von Kriegsschiffen und fertigte bis 1919 sechzehn Zerstörer für die Royal Navy. Sie erhielt erstmals Aufträge für sechs Boote der Admiralty-M-Klasse, denen vier der Admiralty R-Klasse und mit Vesper und Vidette zwei der Admiralty V-Klasse folgten, bevor am  7. Mai 1917 die HMS Voyager auf Kiel gelegt wurde. Sie lief am 8. Mai 1918 vom Stapel. Obwohl mit V beginnend, war sie ein Boot der W-Klasse und das einzige, das bei Stephen gebaut wurde. Die Werft baute anschließend noch drei Boote der etwas kleineren S-Klasse, die allerdings erst 1919 fertiggestellt wurden.
Die 19 Zerstörer der Admiralty-W-Klasse war eine von sechs Klassen, die zum Ende des Ersten Weltkriegs in Dienst kamen. Sehr ähnlich waren die Admiralty-V-Klasse (23 Boote), der die Untergruppe der Admiralty V class leader (5) voranging  und die von Thornycroft gebauten leicht abweichenden Boote der Thornycroft V and W class (4) und Thornycroft modified W class (2) sowie die Admiralty modified W class (14 fertiggestellt, 38 nicht beendet). Von allen Unterklassen wurden 67 Boote fertiggestellt.
Zwischen den beiden Weltkriegen bildeten die Schiffe der V- und W-Klasse das Rückgrat der britischen Zerstörerflottillen, bis sie ab Beginn der 1930er-Jahre durch neuere, modernere Schiffe ersetzt wurden. Bis Mitte der 1930er-Jahre waren die meisten der Schiffe in die Reserveflotte verlegt worden. Viele davon wurden später im Zweiten Weltkrieg als Geleitschiffe für Versorgungskonvois eingesetzt. Die Royal Navy entwickelte drei Standardumbauten, wodurch modernere Schiffe für den Einsatz mit den Flotteneinheiten frei wurden.

## Einsatzgeschichte
Am 24. Juni 1918 wurde die HMS Voyager in den aktiven Dienst bei der britischen Royal Navy übergeben und nahm noch am Kriegsgeschehen des Ersten Weltkriegs teil. Sie kam zur 11. Zerstörerflottille der Grand Fleet.
1919 gehörte sie zu den britischen Einheiten in der Ostsee, die in den russischen Bürgerkrieg eingriffen und die Selbständigkeit der Baltischen Staaten sicherten.  Zusammen mit den Kreuzern Cleopatra, Dragon und Galatea sowie den Zerstörern Wallace, Vanessa, Wryneck, Versatile, Vivacious und Walker blockierte sie ab Ende Mai 1919 die rote Flotte in Sankt Petersburg. Am 2. Juni 1919 griff die Voyager mit der Vivacious die sowjetischen Zerstörer Asard und Gawriil vor St. Petersburg an.

 Später gehörte sie zur britischen Atlantikflotte und dann zur Mittelmeerflotte, wo sie zuletzt der 1. Zerstörerflottille angehörte. 

### Teil der Royal Australian Navy
Die HMS Voyager wurde am 11. Oktober 1933 in Portsmouth an die Royal Australian Navy übergeben und formell in HMAS Voyager umbenannt. Neben ihr wurden noch die Zerstörer HMS Vampire, HMS Vendetta, HMS Waterhen der Admiralty V- und W-Klasse und der Flottillenführer HMS Stuart an Australien abgegeben. Die Boote ersetzten die bisherige australische Flottille, die aus dem Flottillenführer HMAS Anzac und den Zerstörern der S-Klasse Stalwart, Success, Swordsman, Tattoo und Tasmania bestand und verschrottet werden sollte. 
Am 14. April 1936 wurde die Voyager der Reserve der australischen Marine zugeteilt und in der aktiven Flotte durch HMAS Waterhen ersetzt. Am 26. April 1938 wurde der Zerstörer allerdings wieder in Dienst gestellt.
Bei Ausbruch des Zweiten Weltkriegs verließ sie mit den anderen australischen Zerstörern am 14. Oktober 1939 Australien, um auf der China Station Dienst zu leisten. Noch während des Anmarsches fiel die Entscheidung, die Zerstörer im Mittelmeer einzusetzen, wo die Boote von der deutschen Propaganda als „Alteisen-Flottille“ bezeichnet wurden. Die fünf Zerstörer liefen am 13. November aus Singapur zu ihrem neuen Einsatzgebiet.

### Kriegseinsätze
Die Voyager verließ allerdings schon drei Tage später zusammen mit der Vampire die Flottille, um sich einer Jagdgruppe mit den Schweren Kreuzern Kent und der französischen Suffren anzuschließen, die nach dem im Indischen Ozean vermuteten deutschen Panzerschiff Admiral Graf Spee suchen sollte, das sich jedoch schon auf dem Rückmarsch in den Atlantik befand. Anfang Dezember kannten die Briten den Standort des deutschen Schiffes und stellten es am 13. Dezember vor Montevideo. Die australischen Zerstörer hatten inzwischen ihren Marsch ins Mittelmeer über Aden und Alexandria fortgesetzt. Am 24. Dezember erreichte die Voyager Malta. Als im Juni 1940 Italien in den Krieg eintrat, verlegten die Zerstörer nach Alexandria und bildeten dort mit britischen Zerstörern die 10. Zerstörerflottille. Am 29. Juni 1940 war die Voyager in einer U-Jagd-Gruppe mit Dainty, Ilex und Decoy entscheidend an der Versenkung des italienischen Unterseebootes Uebi Scebeli südlich Kreta beteiligt. In der Seeschlacht bei Punta Stilo am 9. Juli gehörte sie mit anderen Zerstörern, darunter der Vampire, zur Sicherung der Force C. Im Dezember 1940 wird sie einer aus den vier australischen Zerstörern (ohne Stuart) neugebildeten Force B zugeteilt, welche die Landtruppen beim Vormarsch in der Cyrenaika unterstützte.  
Ab April 1941 war die Voyager an Evakuierungen aus Griechenland, dann Kreta beteiligt. Im Juli 1941 wurde die Voyager nach Australien entlassen, um gründlich überholt zu werden.

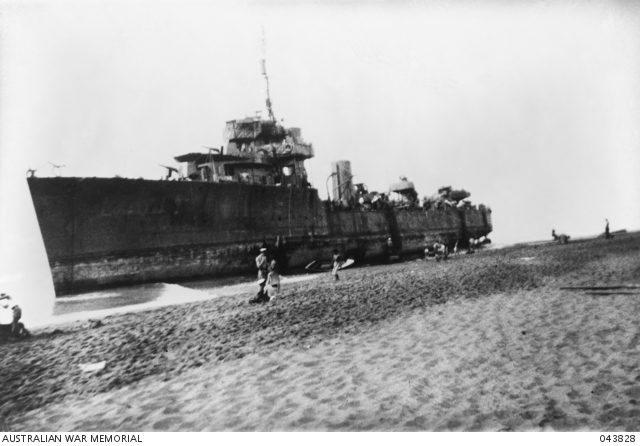
Die auf den Strand von Betano aufgesetzte HMAS Voyager (1942)

Am 23. September 1942 lief die Voyager durch die starke Strömung vor Betano (Portugiesisch-Timor) auf Grund, als er 450 Soldaten absetzen und 600 aufnehmen sollte. Die Bergung war unmöglich. Nachdem ein japanisches Flugzeug abgeschossen worden war und Bomber am nächsten Tag angriffen, musste der Zerstörer schließlich aufgegeben werden. Die Besatzung des Schiffes konnte erst am 25. September 1942 durch die Korvetten Kalgoorlie und Warrnambool gerettet werden, da japanische Flugzeuge ständig angriffen.
Die HMAS Voyager wurde anschließend durch Sprengladungen auf der Position 9° 15′ 0″ S, 125° 45′ 0″ O zerstört. Ihre Überreste liegen noch heute bei Betano. Ein Vorstoß der Japaner erreichte den Ort am 27. September von Dili aus, konnte dort aber nichts mehr ausrichten.